# Список номинантов и лауреатов премии «Золотая маска» 1999 года
«Золотая маска» — российская национальная театральная премия и фестиваль. «Золотая маска» была учреждена Союзом театральных деятелей России (СТД РФ) в 1993 году (в некоторых источниках назван 1994 год) по инициативе народного артиста СССР М. А. Ульянова (председатель СТД РФ в 1986—1996 годах) и при участии его заместителя В. Г. Урина и драматурга В. В. Павлова.

## Лауреаты и события фестиваля «Золотая маска» 1999 года
5-й фестиваль «Золотая маска» прошёл в Москве с 10 марта по 5 апреля. В 1999 году впервые жюри было разделено на две части по специализации — на жюри драматического театра и театров кукол и на жюри музыкальных театров.

### Номинанты премии «Золотая маска» 1999 года
В состав экспертного совета театра драмы и театров кукол вошли: Елена Алексеева (театральный критик), Александр Волков (зам. начальника театр. отдела мин. культуры РФ), Ольга Глазунова (зав. тв. отдела СТД РФ), Дина Годер (театральный критик), Марина Давыдова (театральный обозреватель), Георгий Добыш (член эксп. совета комитета по культуре пр. Москвы), Роман Должанский (театральный критик), Екатерина Дмитриевская (театральный критик), Елена Покорская (театральный критик), Юрий Рыбаков (театральный критик), Марина Тимашева (театральный критик).
В состав экспертного совета музыкального театра вошли: Екатерина Белова (балетный критик), Ольга Гердт (балетный критик), Вадим Гаевский (критик), Елена Губайдуллина (театральный критик), Зоя Казак (музыкальный критик), Виолетта Майниеце (балетный критик), Алексей Парин (критик), Елена Третьякова (зав. сектором источниковедения РИИИ).
Таблица номинантов составлена на основании официального опубликованного списка, с группировкой по спектаклям.
Легенда:
  — Спектакль номинирован в номинации «Лучший спектакль»

«–» — Этот аспект спектакля не номинирован
| Драма | Драма            | Драма                   | Драма                                 | Драма                              |
| --- | ---------------- | ----------------------- | ------------------------------------- | ---------------------------------- |
| |                  |                         |                                       |                                    |
| Спектакль/номинации                                                                                          | лучший спектакль | лучшая работа режиссёра | лучшая мужская роль                   | лучшая работа художника            |
| |                  |                         |                                       |                                    |
| «А. С. Пушкин. „Дон Жуан, или Каменный гость“ и другие стихи» Театр «Школа драматического искусства», Москва | –                | –                       | –                                     | –                                  |
| «В ожидании Годо» Театр имени Ленсовета, Санкт-Петербург                                                     | зелёная ✓        | Юрий Бутусов            | –                                     | –                                  |
| «Гамлет» Театр «Фарсы», Санкт-Петербург                                                                      | зелёная ✓        | Виктор Крамер           | –                                     | –                                  |
| «Гамлет» Театр «Сатирикон», Москва                                                                           | зелёная ✓        | –                       | Константин Райкин (Гамлет)            | –                                  |
| «Две женщины» Театр «Ленком», Москва                                                                         | –                | –                       | Максим Суханов (Шпигельский)          | –                                  |
| «Ещё Ван Гог…» Театр под руководством Олега Табакова и Центр им. Вс. Мейерхольда                             | –                | –                       | Евгений Миронов (Саша)                | –                                  |
| «Жак и его господин» Театр «Сатирикон», Москва                                                               | зелёная ✓        | –                       | –                                     | –                                  |
| «Зимняя сказка» Малый драматический театр – Театр Европы, Санкт-Петербург                                    | зелёная ✓        | Деклан Доннеллан        | Пётр Семак (Король Леонт)             | –                                  |
| «Ивонна, принцесса Бургундская» Театр «Красный факел», Новосибирск                                           | зелёная ✓        | Олег Рыбкин             | –                                     | Андрей Бартенев                    |
| «Кармен» Театр для детей и молодежи, Вологда                                                                 | зелёная ✓        | –                       | –                                     | Степан Зограбян (Ольга Резниченко) |
| «Король Лир» Саха-театр им. П. Оуйнского, Якутск                                                             | зелёная ✓        | Андрей Борисов          | Ефим Степанов (Король Лир)            | –                                  |
| «Петербург» Театр имени Н. В. Гоголя, Москва                                                                 | –                | –                       | Евгений Красницкий (сенатор Аблеухов) | –                                  |
| «Победа над солнцем» Российский академический молодёжный театр, Москва                                       | –                | Александр Пономарев     | –                                     | –                                  |
| «Русская народная почта» Театр драмы, Екатеринбург                                                           | –                | –                       | Валентин Воронин (Иван Жуков)         | –                                  |
| «Сторож» Театр на Литейном, Санкт-Петербург                                                                  | зелёная ✓        | –                       | Семён Фурман (Дэвис)                  | –                                  |
| «Татьяна Репина» Театр юного зрителя, Москва и Авиньонский фестиваль, Франция                                | –                | Валерий Фокин           | –                                     | Сергей Бархин                      |
| «Чардым» Театр «Балтийский дом», Санкт-Петербург                                                             | –                | –                       | –                                     | Александр Орлов                    |

| Опера                                                                          | Опера            | Опера                   | Опера                                               | Опера                                                                       | Опера                            | Опера                  |
| ------------------------------------------------------------------------------ | ---------------- | ----------------------- | --------------------------------------------------- | --------------------------------------------------------------------------- | -------------------------------- | ---------------------- |
|                                                                                |                  |                         |                                                     |                                                                             |                                  |                        |
| Спектакль/номинации                                                            | лучший спектакль | лучшая работа режиссёра | лучшая женская роль                                 | лучшая мужская роль                                                         | лучшая работа художника          | лучшая работа дирижёра |
|                                                                                |                  |                         |                                                     |                                                                             |                                  |                        |
| «Иоланта» Театр «Геликон-опера», Москва                                        | –                | Дени Криеф              | –                                                   | –                                                                           | –                                | –                      |
| «Леди Макбет Мценского уезда» Театр оперы и балета, Новосибирск                | зелёная ✓        | –                       | Светлана Савина (Катерина Измайлова)                | –                                                                           | –                                | Алексей Людмилин       |
| «Летучий голландец» Мариинский театр, Санкт-Петербург                          | зелёная ✓        | Темур Чхеидзе           | –                                                   | Николай Путилин (Голландец)                                                 | Георгий Цыпин                    | Валерий Гергиев        |
| «Любовь к трём апельсинам» Большой театр, Москва                               | –                | –                       | –                                                   | Владимир Маторин (Король Треф)                                              | Олег Шейнцис                     | –                      |
| «Песнь о любви и смерти корнета Кристофа Рильке» Театр «Санкт-Петербург Опера» | зелёная ✓        | Юрий Александров        | –                                                   | –                                                                           | –                                | –                      |
| «Сказки Гофмана» Театр «Геликон-опера», Москва                                 | зелёная ✓        | Дмитрий Бертман         | Лариса Костюк (Муза-Никлаус)                        | Сергей Топтыгин (Линдорф, Коппелиус, Миракль, Дапертутто)                   | –                                | –                      |
| «Франческа да Римини» Большой театр, Москва                                    | –                | –                       | –                                                   | Сергей Мурзаев (Ланчотто Малатеста)                                         | –                                | Андрей Чистяков        |
| «Царская невеста» Театр «Геликон-опера», Москва                                | зелёная ✓        | Дмитрий Бертман         | Лариса Костюк (Любаша) • Елена Вознесенская (Марфа) | –                                                                           | Игорь Нежный и Татьяна Тулубьева | –                      |
|                                                                                |                  |                         |                                                     |                                                                             |                                  |                        |
| Оперетта/Мюзикл                                                                |                  |                         |                                                     |                                                                             |                                  |                        |
|                                                                                |                  |                         |                                                     |                                                                             |                                  |                        |
| «Страсти по Каштанке» Театр «Зазеркалье» и «Терем-Квартет», Санкт-Петербург    | зелёная ✓        | –                       | Елена Терновая (Хавронья Ивановна, свинья)          | Юрий Давиденко (Иван Иванович, серый гусь) • Виталий Гордиенко (Месье Жорж) | –                                | –                      |
| «Ханума» Музыкальный театр, Иваново                                            | зелёная ✓        | –                       | Ирина Ситнова (Ханума)                              | Александр Менжинский (Акоп)                                                 | –                                | –                      |

| Балет                                                           | Балет            | Балет                          | Балет                        |
| --------------------------------------------------------------- | ---------------- | ------------------------------ | ---------------------------- |
|                                                                 |                  |                                |                              |
| Спектакль/номинации                                             | лучший спектакль | лучшая женская роль            | лучшая мужская роль          |
|                                                                 |                  |                                |                              |
| «Аполлон» Мариинский театр, Санкт-Петербург                     | –                | Светлана Захарова (Терпсихора) | –                            |
| «Жизель» Большой театр, Москва                                  | –                | Светлана Лунькина (Жизель)     | Николай Цискаридзе (Альберт) |
| «Мой Иерусалим» Театр балета Бориса Эйфмана, Санкт-Петербург    | зелёная ✓        | –                              | –                            |
| «Мужчина в ожидании» Театр «Провинциальные танцы», Екатеринбург | зелёная ✓        | –                              | –                            |
| «Серенада» Мариинский театр, Санкт-Петербург                    | –                | Светлана Захарова (Солистка)   | –                            |
| «Сны о Японии» Большой театр, Москва                            | зелёная ✓        | Нина Ананиашвили (Солистка)    | Андрей Уваров (Солист)       |

| Куклы                                                                       | Куклы            | Куклы                                | Куклы                   |
| --------------------------------------------------------------------------- | ---------------- | ------------------------------------ | ----------------------- |
|                                                                             |                  |                                      |                         |
| Спектакль/номинации                                                         | лучший спектакль | лучшая работа режиссёра              | лучшая работа художника |
|                                                                             |                  |                                      |                         |
| «Ну и здоровенная она у тебя! или Que grand tu as!» Театр «Скоморох», Томск | зелёная ✓        | Роман Виндерман                      | Любовь Петрова          |
| «Иуда Искариот. Предатель» Театр «Сказка», Абакан                           | зелёная ✓        | Евгений Ибрагимов                    | Захар Давыдов           |
| «П. И. Чайковский. Лебединое озеро. Опера» Театр «Тень оперы», Москва       | зелёная ✓        | Майя Краснопольская и Илья Эпельбаум | Илья Эпельбаум          |

| Новация | Новация          | Новация | Новация | Новация | Новация |
| --- | ---------------- | ------- | ------- | ------- | ------- |
| |                  |         |         |         |         |
| Спектакль/номинации                                                                                          | лучший спектакль |         |         |         |         |
| |                  |         |         |         |         |
| «Победа над солнцем» Российский академический молодёжный театр, Москва                                       | зелёная ✓        |         |         |         |         |
| «Татьяна Репина» Театр юного зрителя, Москва и Авиньонский фестиваль, Франция                                | зелёная ✓        |         |         |         |         |
| «А. С. Пушкин. „Дон Жуан, или Каменный гость“ и другие стихи» Театр «Школа драматического искусства», Москва | зелёная ✓        |         |         |         |         |
| «Вид русской могилы из Германии» Театр «Кинетик», Москва                                                     | зелёная ✓        |         |         |         |         |

### Лауреаты премии «Золотая маска» 1999 года
Председателем жюри драматического театра и театров кукол стал актёр Сергей Юрский, в члены жюри вошли Алексей Бартошевич (театровед), Станислав Бенедиктов (театральный художник), Лев Гительман (театровед), Мария Данилова (художник по костюмам), Сергей Женовач (режиссёр), Сергей Исаев (ректор РАТИ), Наталья Каминская (театральный критик), Александр Лазарев (актёр), Людмила Максакова (актриса), Анна Некрылова (зав. сектором фольклора РИИИ), Сергей Николаевич (театральный критик), Андрей Порватов (зам. нач. комитета по культуре Правительства Москвы), Анатолий Смелянский (театральный критик), Инна Соловьева (критик), Виталий Третьяков (журналист), Роза Усманова (театральный критик), Сергей Яшин (режиссёр).
Председателем жюри музыкальных театров выступил дирижёр Юрий Кочнев, а в состав жюри вошли Станислав Бенедиктов (театральный художник), Светлана Варгузова (певица), Мария Данилова (художник по костюмам), Никита Долгушин (балетмейстер), Наталья Касаткина (балетмейстер), Анатолий Левин (дирижёр), Борис Львов-Анохин (режиссёр, критик), Марина Нестьева (искусствовед), Пётр Поспелов (музыкальный критик), Елизавета Суриц (балетный критик), Важа Чачава (пианист, концертмейстер).
Церемония награждения лауреатов прошла 5 апреля в Большом театре. Режиссёром церемонии выступил художественный руководитель и директор театра Владимир Васильев, награждение проходило оперативно и без каких-либо сценических изысков. Паузы между награждениями заполнял балет По мнению газеты Коммерсантъ, «количество основных и частных номинаций сильно разрослось и если бы их стало меньше, то и ценность награды выросла бы, и конфликтов было бы меньше».
Таблица лауреатов составлена на основании официального опубликованного списка награждённых.
Легенда:
     — Лауреаты премий в основных номинациях

     — Лауреаты премий в частных номинациях

 — Премия не присуждалась
| Премия                                                           | Номинация                                             | Победитель                                       | Произведение (роль)                                | Театр (учреждение)                                                                  |
| ---------------------------------------------------------------- | ----------------------------------------------------- | ------------------------------------------------ | -------------------------------------------------- | ----------------------------------------------------------------------------------- |
|                                                                  |                                                       |                                                  |                                                    |                                                                                     |
| Драма                                                            | Лучший спектакль                                      | «Зимняя сказка»                                  | «Зимняя сказка»                                    | Малый драматический театр — театр Европы, Санкт-Петербург                           |
| Драма                                                            | Лучшая работа режиссёра                               | Юрий Бутусов                                     | «В ожидании Годо»                                  | Театр им. Ленсовета, Санкт-Петербург                                                |
| Драма                                                            | Лучшая работа художника-постановщика                  | Ольга Резниченко, Степан Зограбян                | «Кармен»                                           | Театр для детей и молодёжи, Вологда                                                 |
| Драма                                                            | Лучшая женская роль                                   | N [ 11 ]                                         | N [ 11 ]                                           | N [ 11 ]                                                                            |
| Драма                                                            | Лучшая мужская роль                                   | Евгений Красницкий                               | «Петербург» (Сенатор Аблеухов)                     | Московский драматический театр имени Н. В. Гоголя, Москва                           |
|                                                                  |                                                       |                                                  |                                                    |                                                                                     |
| Опера                                                            | Лучший спектакль                                      | «Песнь о любви и смерти корнета Кристофа Рильке» | «Песнь о любви и смерти корнета Кристофа Рильке»   | «Санкт-Петербург Опера»                                                             |
| Опера                                                            | Лучшая работа режиссёра                               | Дмитрий Бертман                                  | «Сказки Гофмана»                                   | «Геликон-Опера», Москва                                                             |
| Опера                                                            | Лучшая работа дирижёра                                | N [ 11 ]                                         | N [ 11 ]                                           | N [ 11 ]                                                                            |
| Опера                                                            | Лучшая работа дирижёра                                | Валерий Гергиев                                  | «Летучий голландец»                                | Мариинский театр, Санкт-Петербург                                                   |
| Опера                                                            | Лучшая женская роль                                   | Светлана Савина                                  | «Леди Макбет Мценского уезда» (Катерина Измайлова) | Театр оперы и балета, Новосибирск                                                   |
| Опера                                                            | Лучшая мужская роль                                   | Сергей Мерзаев                                   | «Франческа да Римини» (Ланчотто Малатеста)         | Большой театр, Москва                                                               |
|                                                                  |                                                       |                                                  |                                                    |                                                                                     |
| Оперетта / мюзикл                                                | Лучший спектакль                                      | N [ 10 ]                                         | N [ 10 ]                                           | N [ 10 ]                                                                            |
| Оперетта / мюзикл                                                | Лучшая работа режиссёра                               | N [ 10 ]                                         | N [ 10 ]                                           | N [ 10 ]                                                                            |
| Оперетта / мюзикл                                                | Лучшая женская роль                                   | Елена Терновая                                   | «Страсти по Каштанке» (Хавронья Ивановна, свинья)  | «Зазеркалье», Санкт-Петербург и «Терем-квартет», Санкт-Петербург                    |
| Оперетта / мюзикл                                                | Лучшая мужская роль                                   | Александр Менжинский                             | «Ханума» (Акоп)                                    | Музыкальный театр, Иваново                                                          |
|                                                                  |                                                       |                                                  |                                                    |                                                                                     |
| Балет                                                            | Лучший спектакль балета                               | «Сны о Японии»                                   | «Сны о Японии»                                     | Большой театр, Москва                                                               |
| Балет                                                            | Лучшая работа постановщика (балетмейстера/хореографа) | N [ 11 ]                                         | N [ 11 ]                                           | N [ 11 ]                                                                            |
| Балет                                                            | Лучшая женская роль                                   | Светлана Захарова                                | «Серенада» (Солистка)                              | Мариинский театр, Санкт-Петербург                                                   |
| Балет                                                            | Лучшая мужская роль                                   | Николай Цискаридзе                               | «Жизель» (Альберт)                                 | Большой театр, Москва                                                               |
|                                                                  |                                                       |                                                  |                                                    |                                                                                     |
| Куклы                                                            | Лучший спектакль                                      | «П. И. Чайковский. Лебединое озеро. Опера»       | «П. И. Чайковский. Лебединое озеро. Опера»         | «Тень оперы», Москва                                                                |
| Куклы                                                            | Лучшая работа режиссёра                               | Майя Краснопольсая, Илья Эпельбаум               | «П. И. Чайковский. Лебединое озеро. Опера»         | «Тень оперы», Москва                                                                |
| Куклы                                                            | Лучшая работа художника                               | Захар Давыдов                                    | «Иуда Искариот. Предатель»                         | Хакасский национальный театр кукол «Сказка», Абакан                                 |
|                                                                  |                                                       |                                                  |                                                    |                                                                                     |
| Из номинантов на звание «Лучший спектакль» — музыкальных театров | Лучшая работа режиссёра в музыкальном театре          | Олег Шейнцис                                     | «Любовь к трем апельсинам»                         | Большой театр, Москва                                                               |
|                                                                  |                                                       |                                                  |                                                    |                                                                                     |
| Новация                                                          | Лучший спектакль                                      | «Победа над Солнцем»                             | «Победа над Солнцем»                               | РАМТ, Москва                                                                        |
|                                                                  |                                                       |                                                  |                                                    |                                                                                     |
| Специальные премии                                               |                                                       |                                                  |                                                    |                                                                                     |
|                                                                  |                                                       |                                                  |                                                    |                                                                                     |
| Специальные призы жюри                                           |                                                       |                                                  |                                                    |                                                                                     |
| драматический театр и театр кукол                                | Наталья Баранникова                                   | «П. И. Чайковский. Лебединое озеро. Опера»       | «Тень», Москва                                     |                                                                                     |
| музыкальный театр. за достижения в современной хореографии       | Борис Эйфман                                          | Борис Эйфман                                     | Борис Эйфман                                       |                                                                                     |
| За лучший зарубежный спектакль, показанный в России              | «Маскарад» (реж. Римас Турминас)                      | «Маскарад» (реж. Римас Турминас)                 | Малый театр Вильнюса, Литва                        |                                                                                     |
| Приз критики                                                     | «В ожидании Годо»                                     | «В ожидании Годо»                                | Театр им. Ленсовета, Санкт-Петербург               |                                                                                     |
|                                                                  |                                                       |                                                  |                                                    |                                                                                     |
| За честь и достоинство                                           | Иосиф Сумбаташвили • Кирилл Лавров                    | За поддержку театрального искусства России       | За поддержку театрального искусства России         | «Открытое общество» (Фонд Сороса) • Президент Республики Татарстан Минтимер Шаймиев |